# خوان مانوئل ناوارته
خوان مانوئل ناوارته (انگلیسی: Juan Manuel Navarrete؛ زادهٔ ۲۰ فوریهٔ ۱۹۸۸) بازیکن فوتبال اهل آرژانتین است.